# Таловка (Курганская область)
Таловка — село в Юргамышском районе Курганской области. Входит в состав Скоблинского сельсовета.

## История
До 1917 года центр Таловской волости Челябинского уезда Оренбургской губернии. По данным на 1926 год село Таловское состояло из 328 хозяйств. В административном отношении являлось центром Таловского сельсовета Юргамышского района Курганского округа Уральской области.

## Население
| 1989 | 2002 | 2010 |
| ---- | ---- | ---- |
| 387  | ↗411 | ↘321 |

По данным переписи 1926 года в селе проживало 1529 человек (700 мужчин и 829 женщин), в том числе: русские составляли 100 % населения.